# Sqala de la Kasbah
La sqala de la Kasbah, aussi appelée sqala de la Ville ou sqala de la Médina, est une plate-forme d'artillerie datant du XVIIIe siècle et l'une des principales fortifications d'Essaouira, au Maroc. Elle se situe le long de l'océan Atlantique, dans la kasbah.

## Histoire
La sqala de la Kasbah a été édifiée en 1765 sur ordre du sultan Mohammed Ben Abdellah, de la dynastie alaouite.
Elle a participé à la défense de la ville durant le bombardement de Mogador opéré par la France, dans le cadre de la guerre franco-marocaine.
Elle est classée comme monument historique depuis le dahir du 30 août 1924.

## Architecture
De style Vauban, elle est construite exclusivement en pierres taillées, s'étend sur plusieurs centaines de mètres, longe l'océan Atlantique et compte plusieurs dizaines de canons espagnols. Construite sur deux niveaux, elle est dominée par le borj Nord. 

## Armement

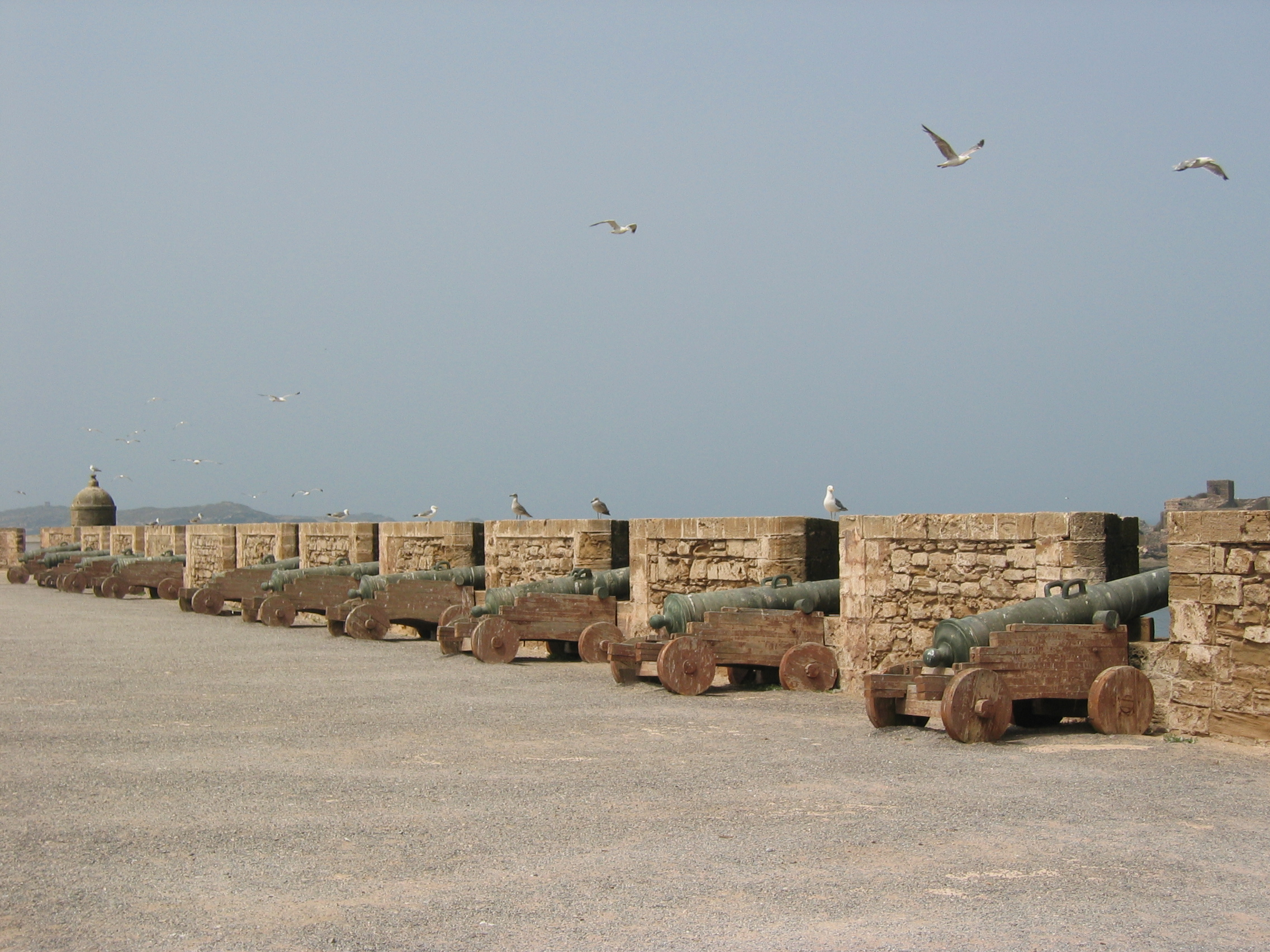
Canons espagnols de la sqala de la Kasbah.

Dotée d'un ensemble de pièces d'artillerie, la sqala possède principalement des canons en bronze de fabrication espagnole construits dans les fontes de Séville et Barcelone entre 1743 et 1782. Ces canons mesurent 3,25 m de long et sont des pièces de 150 mm de calibre et 450 mm de section extérieure à la culasse, conçues pour lancer à environ 1 500 m des boulets de 10 livres.

### Sources bibliographiques
1. ↑  Mana 2005, p. 63